# Мнацаканян, Лева Генрихович
Лева Генрихович Мнацаканян (арм. Լյովա Հենրիխի Մնացականյան; род. 14 сентября 1965, Степанакерт, НКАО, Азербайджанская ССР) — государственный и военный деятель Армении и непризнанной Нагорно-Карабахской Республики (НКР). Министр обороны НКР в 2015—2018 годах.

## Биография
В 1983—1985 годах служил в Вооружённых силах СССР (Белорусский военный округ). В 1989 году окончил Ереванский политехнический институт им. Карла Маркса.
В 1992—1994 годах участвовал в боевых действиях, занимая должности заместителя командира мотострелковой части ЦОР АО, командира артиллерийского дивизиона военной части, начальник артиллерии и командира артиллерийской бригады.
В 2003 году присвоено воинское звание «генерал-майор».
В 2005 году окончил Военную академию Генерального штаба Вооружённых сил Российской Федерации, после чего служил заместителем командующего Армии обороны НКР (2005—2007), начальником штаба Армии обороны НКР — вторым заместителем командующего (2007—2012). В 2012—2015 годах — заместитель начальника Главного штаба Вооружённых сил Республики Армения. 3 сентября 2014 года присвоено воинское звание «генерал-лейтенант».
15 июня 2015 года назначен министром обороны непризнанной Нагорно-Карабахской Республики — командующим Армией обороны. 29 сентября 2023 года задержан азербайджанскими правоохранительными органами при попытке пересечь границу возле армянского города Горис.
17 января 2025 года стартовал судебный процесс над Мнацаканяном и рядом других бывших представителей военно-политического руководства НКР.

## Семья
Женат, имеет 3 сыновей.

## Награды
- Орден Боевого креста 2-й (20 сентября 1996) и 1-й (28 июля 2001) степеней[2]
- Орден Святого Вардана Мамиконяна (18 сентября 2006)[2]
- Орден Боевого креста 1-й степени (НКР)
- Медали:
  - «За заслуги перед Отечеством» II степени (7 сентября 2012)[9]
  - «Маршал Баграмян»[2]
  - «Андраник Озанян»[2]
  - Медаль «Адмирал Исаков»
- Именное оружие.